# Albert Lindström (hästuppfödare)
Albert Julius Lindström, född 7 september 1859 i Göteborg, död 15 april 1939 i Stockholm, var en svensk godsägare, hästuppfödare och överdirektör.  Han var far till äventyraren Eva Dickson.
Lindström växte upp på egendomen Trystorp, Tångeråsa församling, Örebro län, som fadern, grosshandlare Julius Lindström, ägde. Modern hette Amanda Wahlgren. Albert Lindström var lantbrukselev vid Ultuna 1880–1882. Han var sedan bokhållare på Trystorp 1882–1884 och blev delägare och disponent där 1885. Han var också ägare av Ljungs säteri. 1902 blev han ledamot av Lantbruksakademien och 1904 ledamot av stuteriöverstyrelsen, där han avancerade och blev överdirektör och chef 1916. Denna post innehade han fram till 1933.
Albert Lindström var en föregångare inom den svenska hästuppfödningen under de för den varmblodiga aveln vanskliga brytningstiderna efter första världskriget. Genom import av "avelsmaterial" skapade han en större stostam och genomförde planerna på ett statsstuteri samt såg till att totalisatorn återinfördes. Genom detta tog travtävlingarna och kapplöpningarna åter fart och fullblodsaveln fick ett ordentligt uppsving. Lindström fick allmänna svenska lantbruksmötets båda guldmedaljer för den "ädla hästafvelns främjande". Han författade uppsatser i frågor som rörde hästavel.
Han gifte sig 1898 med Maria Broman (1874–1928) som var dotter till kapten G G Broman och Hulda Krook.